# Stackmeisterei

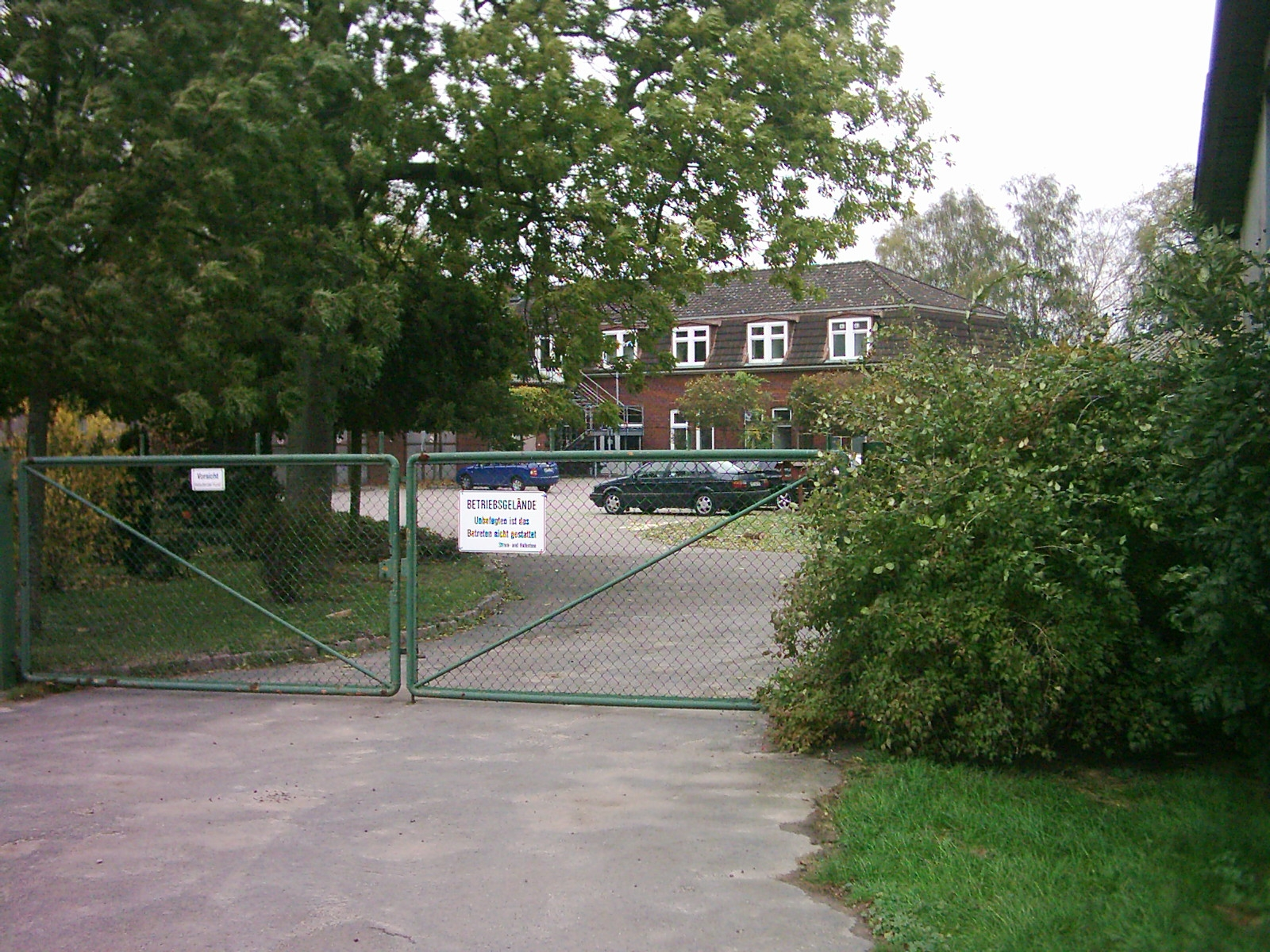
Stackmeisterei Bunthaus in 2008

Die Stackmeisterei ist eine Organisation einer Schifffahrtsbehörde an der Elbe, deren Hauptaufgabe darin besteht, die Funktion des Flusses als Verkehrsweg sicherzustellen und weiterzuentwickeln. Die Stackmeisterei an der Bunthäuser Spitze wurde 1847 eingerichtet. Sie war für die Sicherheit und Funktionalität der Uferbefestigungen der Elbe bis zu den Hamburger Elbbrücken zuständig. Im Jahr 2013 kündigte die Hamburg Port Authority an, das Gebäude aufzugeben und das Betriebsgelände vermieten zu wollen. Heute befindet sich auf dem Gelände der ehemaligen Stackmeisterei Bunthaus ein Wohnmobil-Park, die Bunthaus Brauerei und ein Restaurant. Die Aufgaben der Stackmeisterei Bunthaus wurden von der Stackmeisterei Finkenwerder übernommen. Weitere heute bekannte Stackmeistereien sind die Stackmeisterei Neuwerk und die Stackmeisterei Cuxhaven. Die dort beschäftigten Spezialisten für Flussbau nennen sich Stackwerker. Wo die Straßenmeisterei einen Bauhof besitzt, ist dies bei der Stackmeisterei der Tonnenhof.
Der Begriff Stack kommt aus dem Plattdeutschen (von stecken) und bedeutet einfrieden, bzw. umzäunen, denn früher wurde die Uferbefestigung mit Hölzern, Steinen, Weiden, und ähnlichen abgesteckt. Heute umfassen die Aufgaben einer Stackmeisterei beispielsweise ebenfalls das Setzen und Warten von Schifffahrtszeichen.

## Hamburger Hafen
In der Regel werden heutzutage die Aufgaben der Sicherung und Instandhaltung der Uferbefestigung, des Vorlandes und der Schifffahrtszeichen im Hamburger Hafen an Wasserbaufirmen vergeben. Die dort angestellten Stackwerker werden als qualifizierte Wasserbaufacharbeiter fast ausschließlich zur Schadensbeseitigung herangezogen.